# غروف هينمان لوميس
غروف هينمان لوميس (بالإنجليزية: Grove Hinman Loomis)‏ هو مصور أمريكي، ولد في 1823، وتوفي في 1898.

## معرض صور

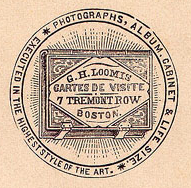
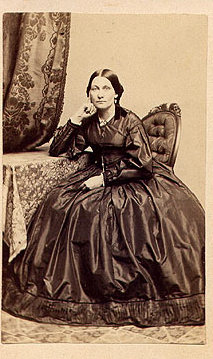
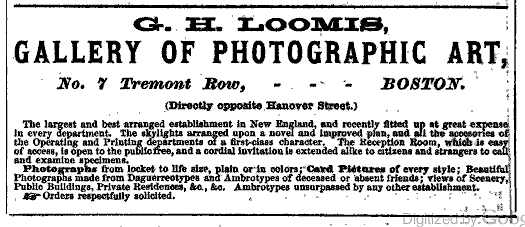
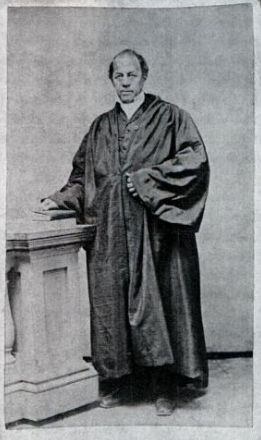